# گودل ۳۳۶۶
سیارک ۳۳۶۶ (به انگلیسی: 3366 Godel، نامگذاری:1985SD1) سه هزار و سیصد و شصت و ششمین سیارک کشف شده‌است که در ۲۲ سپتامبر ۱۹۸۵ کشف شد.
قدر مطلق سیارک برابر ۱۱٫۳۰ است.